# Bonita Friedericy
Bonita Friedericy (10 de outubro de 1961) é uma atriz estadunidense, conhecida atualmente por sua participação no seriado Chuck, da NBC. Também participou das séries Star Trek: Enterprise, The West Wing, Criminal Minds, CSI e Bones.